# Чкаловский сельсовет (Оренбургский район)
Чкаловский сельсовет — сельское поселение в Оренбургском районе Оренбургской области Российской Федерации.
Административный центр — посёлок Чкалов.

## История
24 сентября 2004 года в соответствии с законом Оренбургской области № 1472/246-III-ОЗ образовано сельское поселение Чкаловский сельсовет, установлены границы муниципального образования.

## Население
| 2010  | 2012  | 2013  | 2014  | 2015  | 2016  | 2017  |
| ----- | ----- | ----- | ----- | ----- | ----- | ----- |
| 1873  | ↗1907 | ↗1929 | ↗1994 | ↗2082 | ↗2166 | ↗2199 |
| 2018  | 2019  | 2020  | 2021  |       |       |       |
| ↗2209 | ↗2217 | ↘2216 | ↘2211 |       |       |       |

## Состав сельского поселения
| № | Населённый пункт            | Тип населённого пункта          | Население |
| - | --------------------------- | ------------------------------- | --------- |
| 1 | Благословенское Лесничество | посёлок                         | 41        |
| 2 | Чкалов                      | посёлок, административный центр | ↗1832     |